# J・T・ホイヤー
J・T・ホイヤー (J.T.Heuer) は、19世紀前半から後半にかけて活躍したドイツの作曲家。

## 概要
ベルリン新音楽アカデミーの会員になる。
また、ボヘミア出身、オーストリア国籍のピアニスト・作曲家であるアルフレート・グリュンフェルトにテオドール・クラクとともに師事される。